# Вулиця Андрія Кизила (Умань)
Ву́лиця Андрія Кизила (колишня Коломенська) — вулиця в Умані.

## Розташування
Починається від площі Соборності в центральній частині міста. Простягається на південний захід до вулиці Успенської і трохи далі, закінчується тупиком.

## Опис
Вулиця неширока, по одній смузі руху в кожен бік. Початок вулиці, там де вона примикає до площі Соборності, перекритий для руху автотранспорту.

## Походження назви
Отримала свою назву за рішенням 34-ї позачергової сесії Уманської міської ради VII скликання від 24 липня 2017 року. Перейменована на честь Андрія Кизила — уродженця міста Умань, українського військовослужбовця, майора (посмертно) Збройних сил України, котрий загинув під час російсько-української війни.
Раніше вулиця носила назву Коломенська на честь міста Коломна. До того мала назву "вулиця Суворовська" 

## Будівлі
По вулиці розташовані картинна галерея, кінотеатр «Комсомолець», пожежне депо, центральний стадіон, ДЮСШ, міський відділ освіти, міська гімназія № 2, декілька історичних будинків — жіноча гімназія 1900 року (№ 7, міська гімназія), прибутковий будинок 1900 року (№ 9), католицький костьол 1826 року (№ 2, картинна галерея).

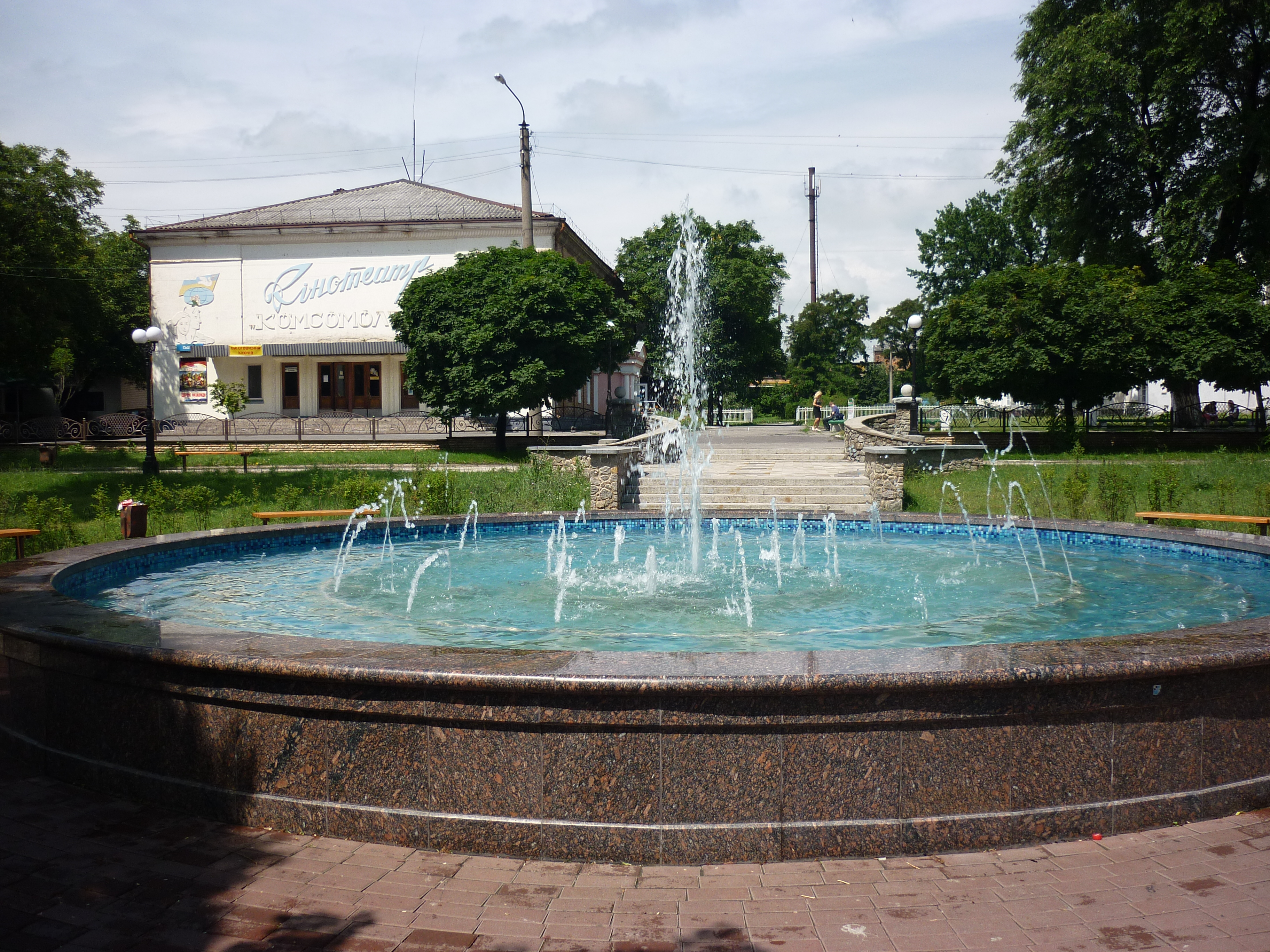
Вихід із центрального парку на вулицю Андрія Кизила
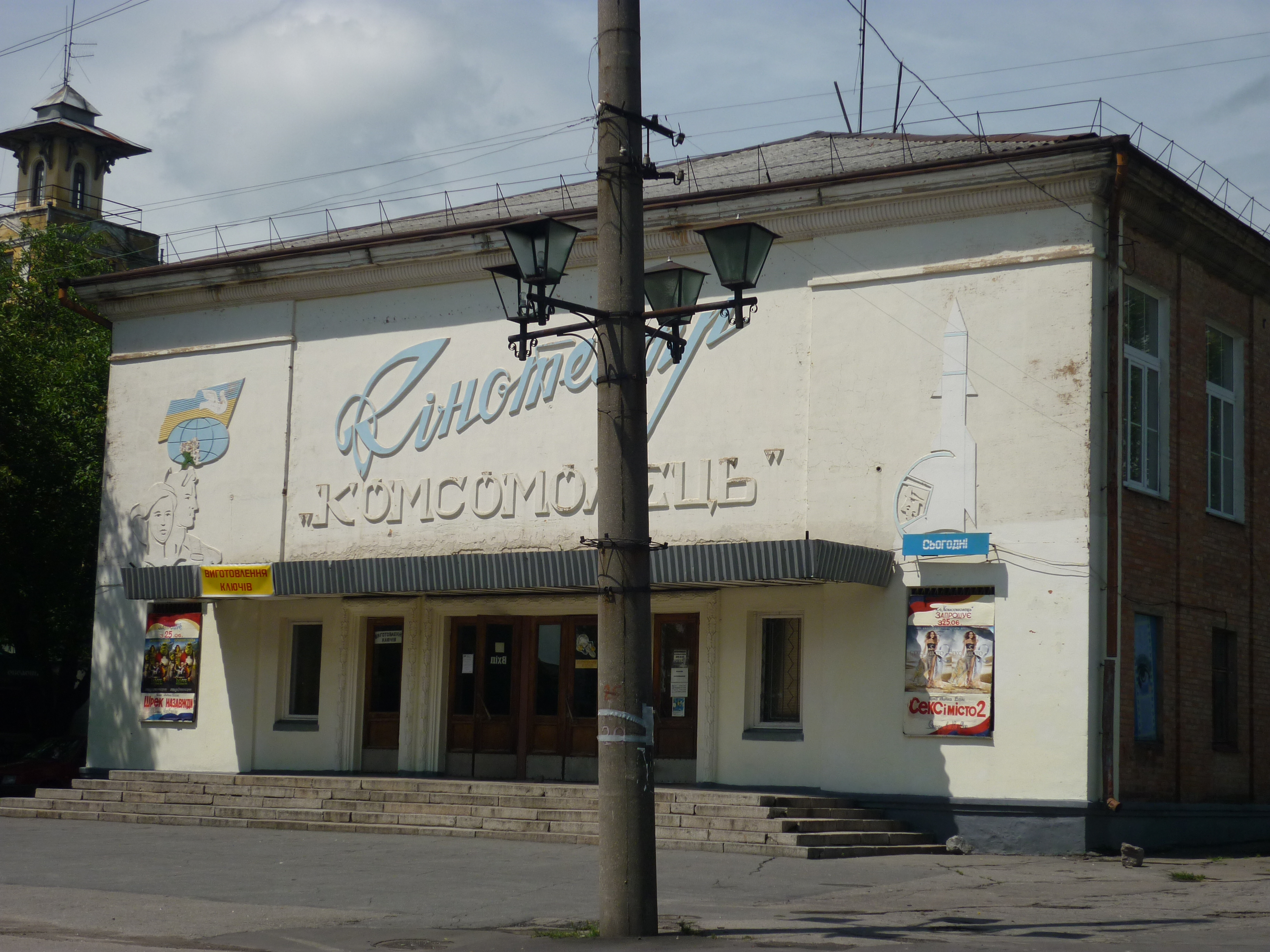
Кінотеатр «Комсомолець»
Пожежне депо
- Файл:*
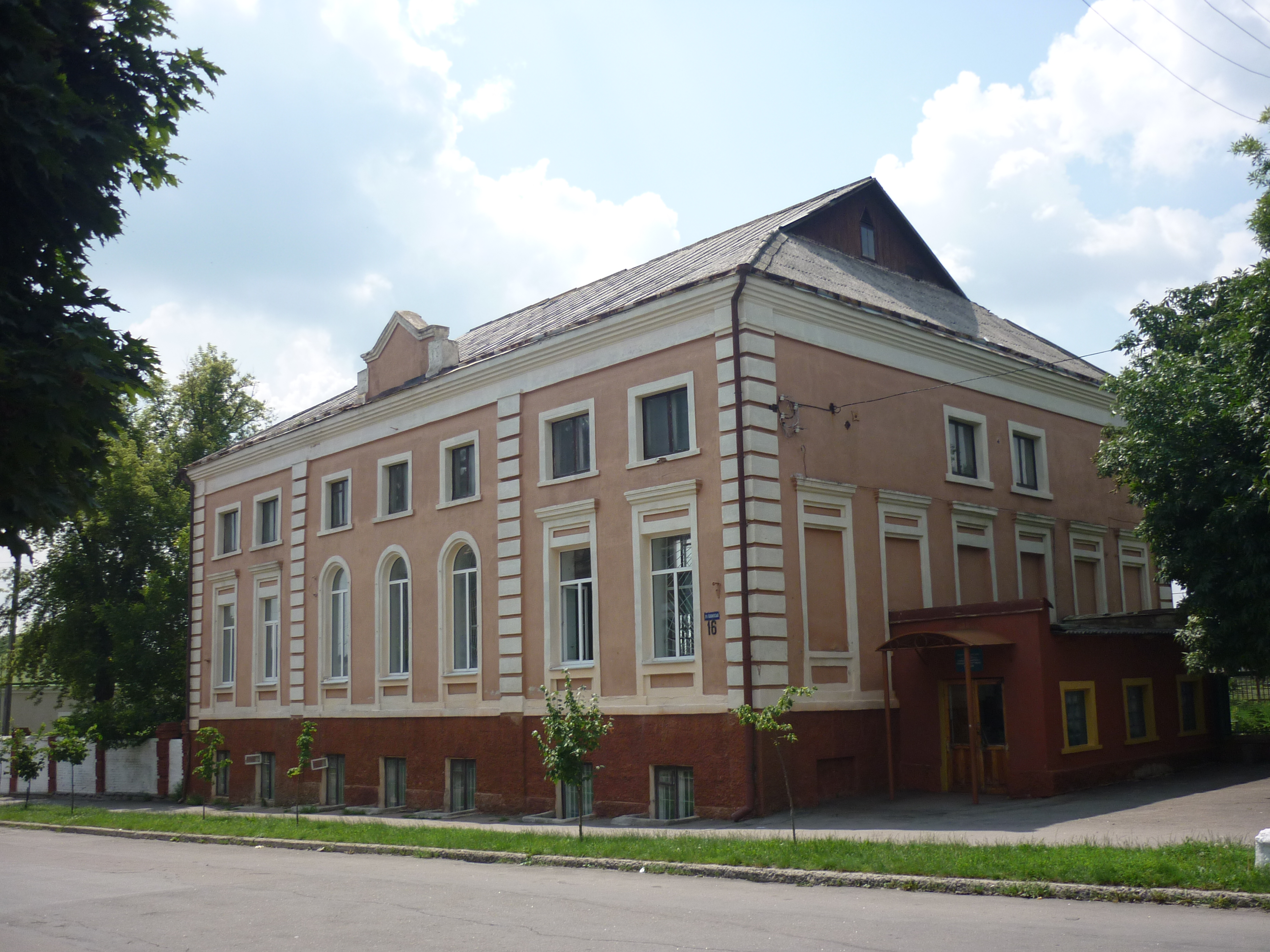
Центральна ДЮСШ
Пам'ятник декабристам біля стадіону
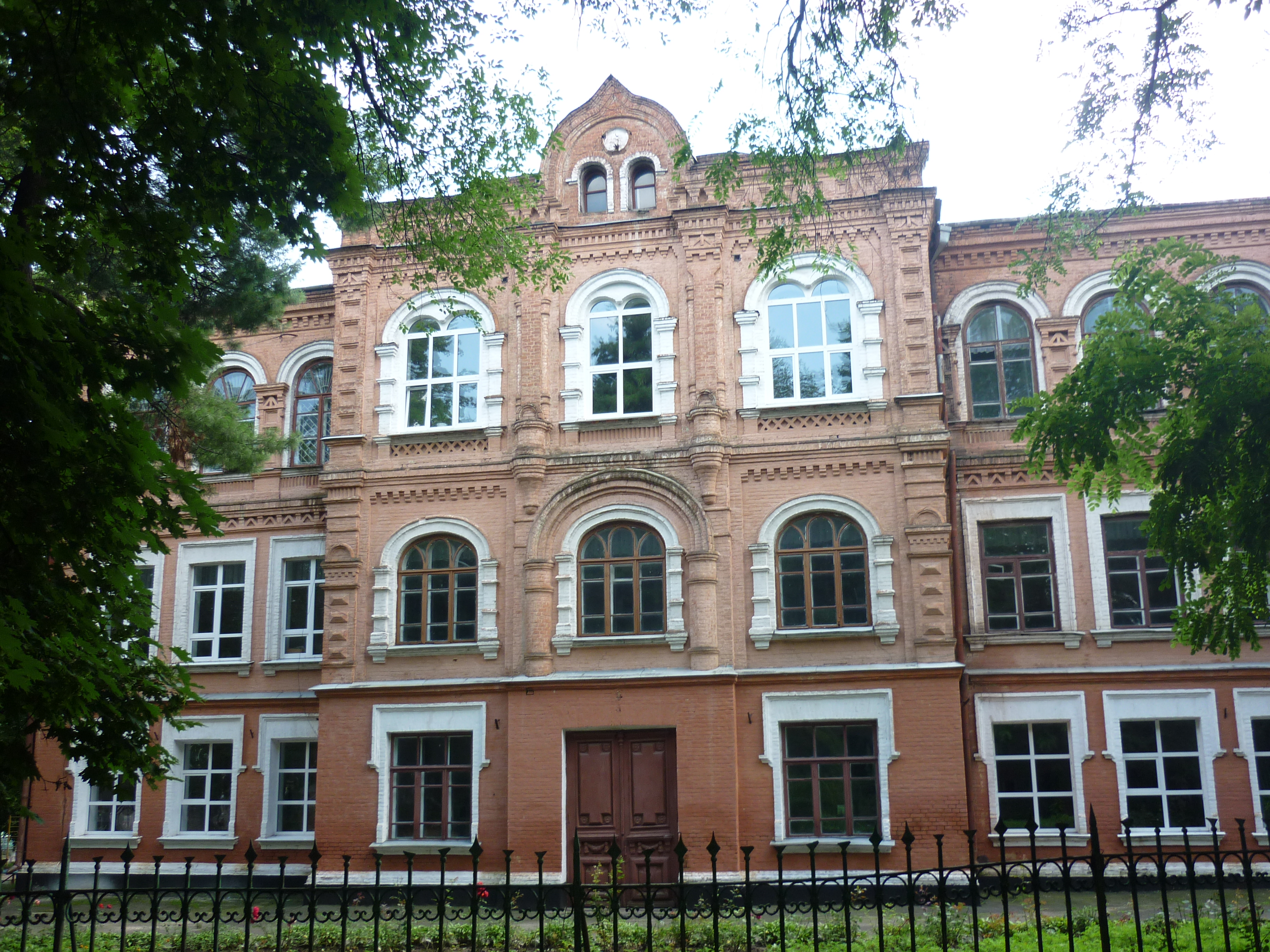
Уманська міська гімназія № 2
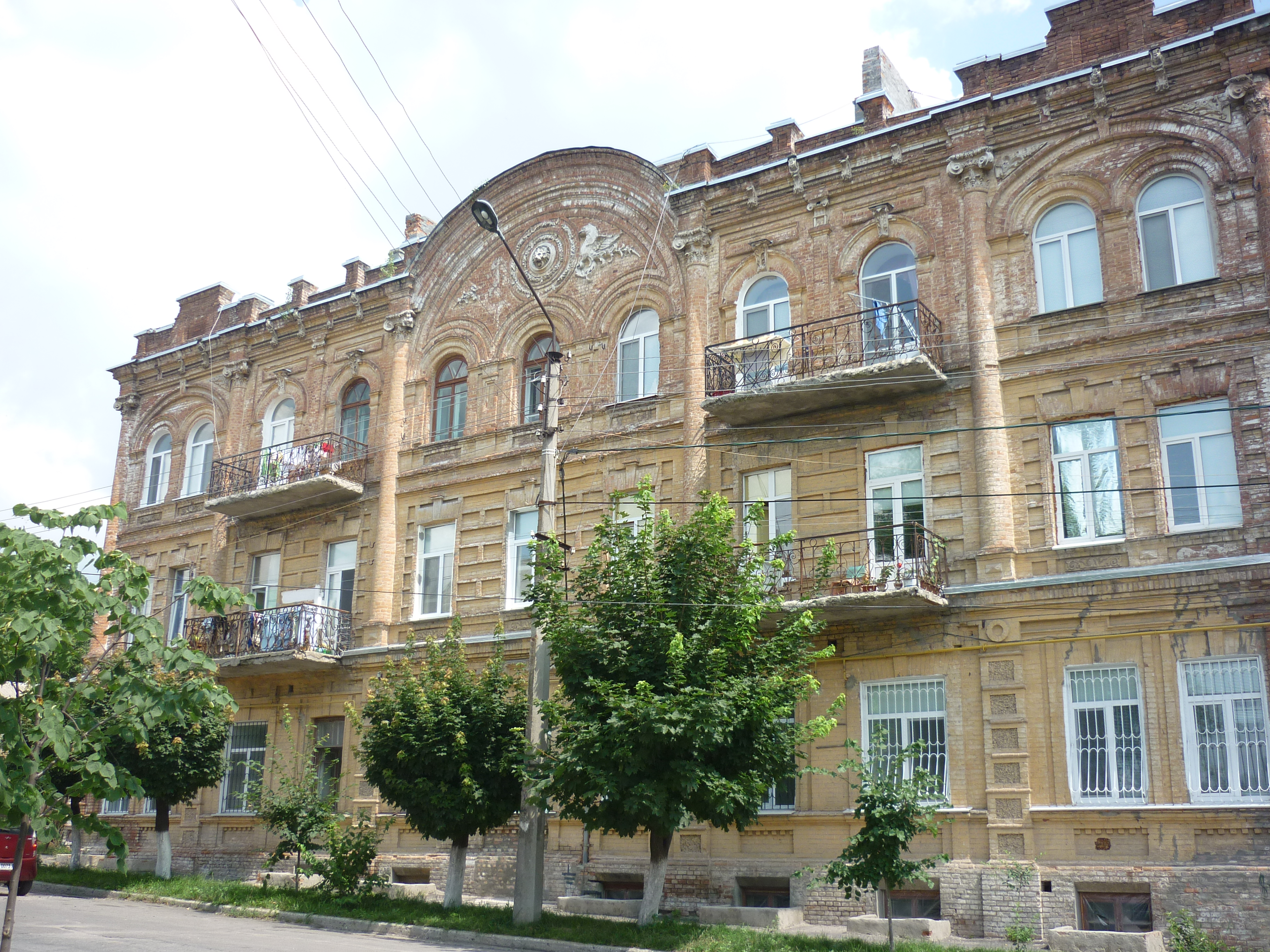
Прибутковий будинок 1900 року

| Умань | Це незавершена стаття про Умань. Ви можете допомогти проєкту, виправивши або дописавши її. |